# St. Bartholomäus (Auerbach)

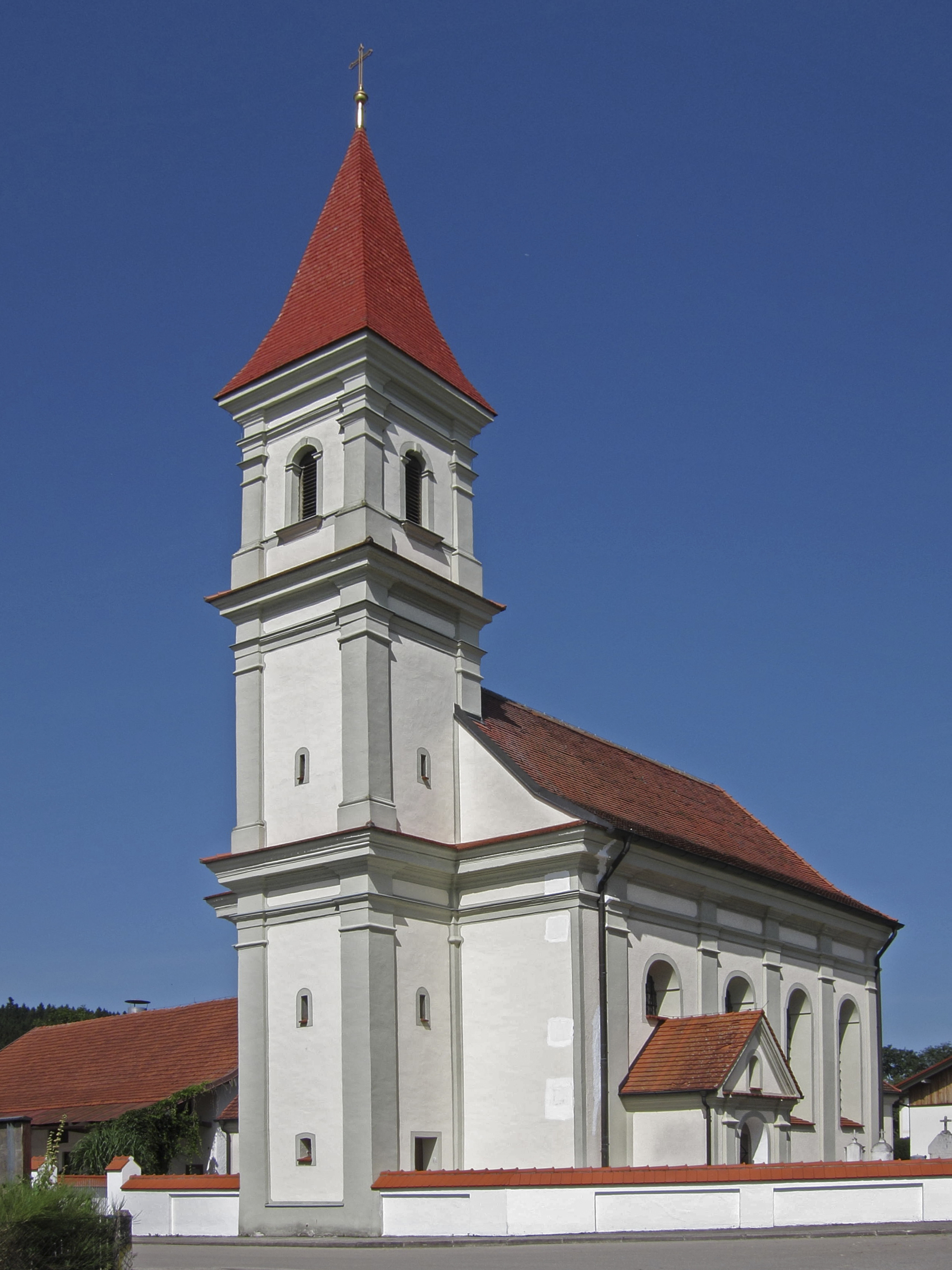
St. Bartholomäus in Auerbach

Die römisch-katholische Filialkirche St. Bartholomäus steht in Auerbach, einem Gemeindeteil von Wartenberg im oberbayerischen Landkreis Erding. Das Bauwerk ist als Baudenkmal unter der Nr. D-1-77-143-12 eingetragen. Die Kirche, die zu Ehren des Apostels Bartholomäus geweiht ist, gehört zum Erzbistum München und Freising.

## Beschreibung
Die barocke, mit Pilastern gegliederte Saalkirche wurde 1720 nach einem Entwurf von Anton Kogler erbaut. Sie besteht aus einem Langhaus, einem eingezogenen, halbrund geschlossenen Chor mit der Sakristei im Osten und dem Fassadenturm im Westen, dessen oberstes Geschoss den Glockenstuhl beherbergt und der im 19. Jahrhundert mit einem hohen Pyramidendach bedeckt wurde.
Der Innenraum des Langhauses ist mit einem Stichkappengewölbe überspannt. Der Hochaltar, dessen Altarretabel von 1892 stammt, wird von den Statuen des heiligen Sebastian und des Leonhard von Limoges flankiert. Im Langhaus befinden sich drei spätgotische, hölzerne Skulpturen des heiligen Bartholomäus, des heiligen Leonhard sowie der Katharina von Alexandrien.

## Orgel
Die Orgel mit fünf Registern auf einem Manual und Pedal wurde von Franz Borgias Maerz als op. 378 im Jahr 1899 neu gebaut. 2015 wurde sie von Eder Orgelbau restauriert. Die Disposition lautet:
| Manual C–f3 |    |
| Principal   | 8′ |
| Salicional  | 8′ |
| Gedeckt     | 8′ |
| Fugara      | 4′ |

| Pedal C–d1 |     |
| Subbaß     | 16′ |

- Koppeln: M/P, Superoktavkoppel
- Spielhilfen: Tutti
- Bemerkungen: Kegellade, pneumatische Spiel- und Registertraktur